# Adi, Khanapur
Adi là một làng thuộc tehsil Khanapur, huyện Belgaum, bang Karnataka, Ấn Độ.